# Sainte-Croix-sur-Mer
Sainte-Croix-sur-Mer – miejscowość i gmina we Francji, w regionie Normandia, w departamencie Calvados.
Według danych na rok 1990 gminę zamieszkiwało 161 osób, a gęstość zaludnienia wynosiła 77 osób/km² (wśród 1815 gmin Dolnej Normandii Sainte-Croix-sur-Mer plasuje się na 725. miejscu pod względem liczby ludności, natomiast pod względem powierzchni na miejscu 1091.).